# Ђенк
Ђенк (мађ. Gyönk) је град у Мађарској, у јужном делу државе. Град управо припада Тамашком срезу жупаније Толна, са седиштем у Сексарду.

## Географија
Град Ђенк се налази у јужном делу Мађарске. Од престонице Будимпеште град је удаљен око 160 километара јужно. Од најближег већег града Сексарда град је удаљен 36 километара северозападно.
Град се налази у средишњем делу Панонске низије, у северној подгорини острвске планине Мечек. Надморска висина места је око 150 m.

## Становништво
Према подацима из 2013. године Ђенк је имао 2.091 становника. Последњих година број становника опада.
Претежно становништво у насељу чине Мађари римокатоличке вероисповести.

## Партнерски градови
- Дармштат
- Грисхајм
- Вилкау-Хаслау, Бар ле Дик